# Tir amb arc als Jocs Olímpics d'Estiu del 2000
Als Jocs Olímpics d'Estiu del 2000 celebrats a la ciutat de Sydney (Austràlia) es disputaren 4 proves de tir amb arc, dues en categoria masculina i dues més en categoria femenina, tant en competició individual com per equips. Les proves es realitzaren entre els dies 16 i 22 de setembre del 2000 al Sydney International Archery Park.

## Comitès participants
Hi participaren un total de 128 arquers, 64 homes i 64 dones, de 46 comitès nacionals diferents.
| - Alemanya (4) - Austràlia (6) - Belarús (2) - Bèlgica (1) - Bhutan (2) - Canadà (1) - Corea del Nord (1) - Corea del Sud (6) - Cuba (4) - Dinamarca (1) - Egipte (1) | - Eslovènia (1) - Espanya (1) - Estats Units (6) - El Salvador (1) - Filipines (1) - Finlàndia (3) - França (5) - Geòrgia (3) - Grècia (1) - Indonèsia (1) - Itàlia (6) | - Japó (5) - Kazakhstan (4) - Kenya (1) - Maurici (1) - Mèxic (2) - Myanmar (1) - Nova Zelanda (2) - Noruega (4) - Països Baixos (3) - Polònia (5) - Portugal (1) | - Regne Unit (3) - República Centreafricana (1) - Rússia (4) - Samoa Americana (1) - Sud-àfrica (2) - Suècia (6) - Turquia (6) - Uganda (1) - Ucraïna (6) - Vanuatu (1) - Xile (1) - R.P. de la Xina (6) - Xina-Taipei (3) |

## Resum de medalles

### Categoria masculina
| Prova                      | Or                                                      | Argent                                                   | Bronze                                               |
| Individual masculí Detalls | Simon Fairweather                                       | Vic Wunderle                                             | Wietse van Alten                                     |
| Per equips Detalls         | Corea del SudJang Yong-Ho · Kim Chung-Tae · Oh Kyo-Moon | ItàliaMatteo Bisiani · Ilario Di Buò · Michele Frangilli | Estats UnitsButch Johnson · Rod White · Vic Wunderle |

### Categoria femenina
| Prova                     | Or                                                     | Argent                                                         | Bronze                                                          |
| Individual femení Detalls | Yun Mi-Jin                                             | Kim Nam-Soon                                                   | Kim Soo-Nyung                                                   |
| Per equips Detalls        | Corea del SudKim Nam-Soon · Kim Soo-Nyung · Yun Mi-Jin | UcraïnaNataliya Burdeyna · Olena Sadovnycha · Kateryna Serdyuk | AlemanyaBarbara Mensing · Cornelia Pfohl · Sandra Wagner-Sachse |

## Medaller
| Posició | País          | Or | Argent | Bronze | Total |
| 1       | Corea del Sud | 3  | 1      | 1      | 5     |
| 2       | Austràlia     | 1  | 0      | 0      | 1     |
| 3       | Estats Units  | 0  | 1      | 1      | 2     |
| 4       | Itàlia        | 0  | 1      | 0      | 1     |
| 4       | Ucraïna       | 0  | 1      | 0      | 1     |
| 6       | Alemanya      | 0  | 0      | 1      | 1     |
| 6       | Països Baixos | 0  | 0      | 1      | 1     |